# 埃莫松湖
46°4′18″N 6°55′10″E / 46.07167°N 6.91944°E

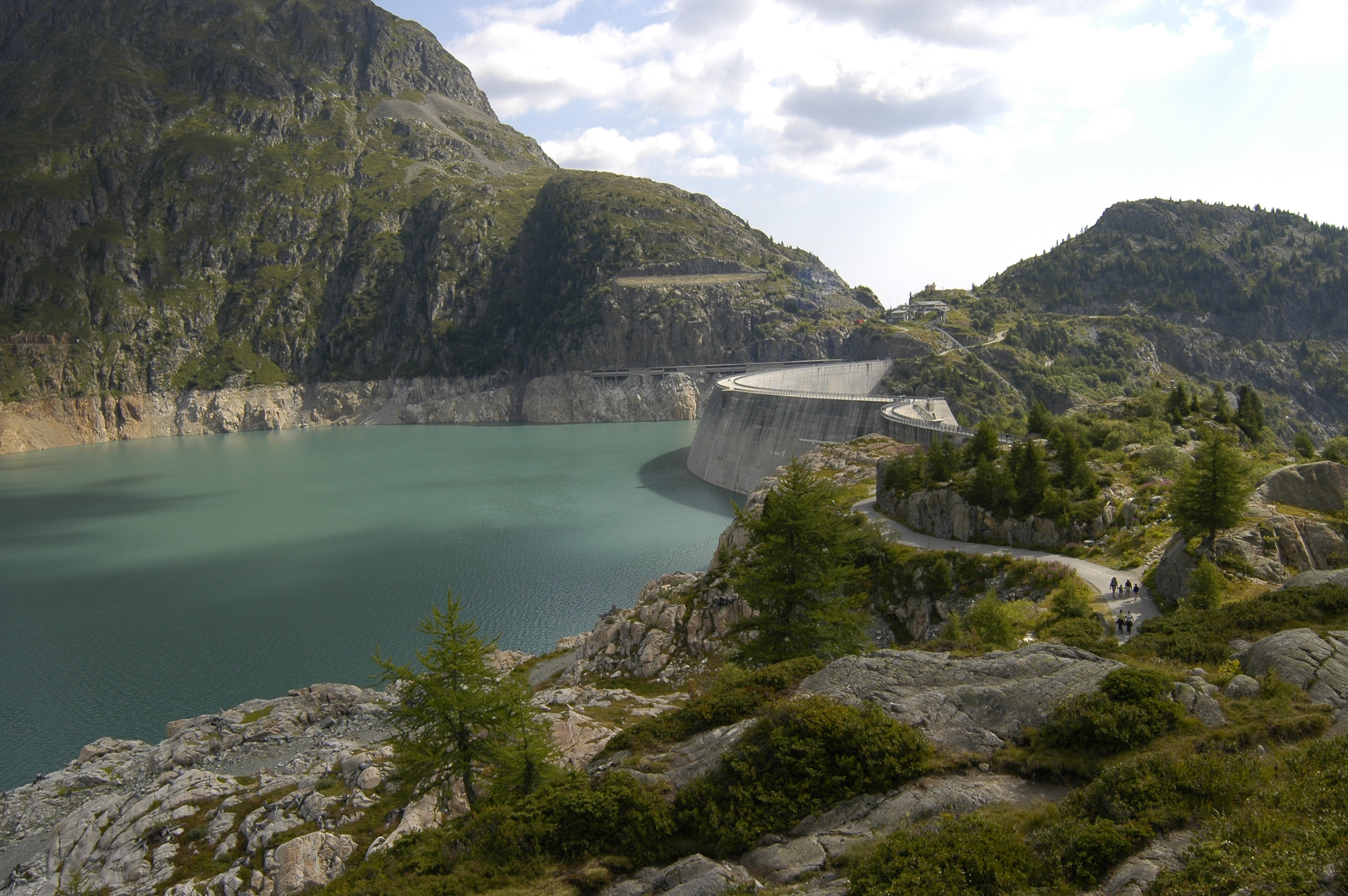

埃莫松湖是瑞士的水庫，位於該國西南部瓦萊州，面積3.27平方公里，集水區面積34.91平方公里，海拔高度1,930米，最大水深161米，蓄水量2.27億立方米。

## 外部連結
- Cycling profile for climb to Emosson （页面存档备份，存于） （法文）
- Cable car and attraction park
- www.emosson-lac.ch （页面存档备份，存于） （法文）